# Luis de Grandes
Pour les articles homonymes, voir Grandes (homonymie).
 (novembre 2018).
Si vous disposez d'ouvrages ou d'articles de référence ou si vous connaissez des sites web de qualité traitant du thème abordé ici, merci de compléter l'article en donnant les références utiles à sa vérifiabilité et en les liant à la section « Notes et références ».
Luis de Grandes Pascual, né le 27 janvier 1945 à Guadalajara, est un homme politique espagnol.
Figure de l'Union du centre démocratique (UCD) durant la transition démocratique, il devient par la suite un dirigeant du Parti démocrate populaire (PDP), avant de rejoindre en 1989 le Parti populaire (PP), dont il sera porte-parole du groupe au Congrès des députés entre 1996 et 2004, pendant les huit années de pouvoir de José María Aznar. Il est ensuite élu député au Parlement européen.

## Biographie

### Une formation de juriste
Après avoir suivi des études supérieures de droit au centre d'études universitaires (CEU) de Madrid, il obtient sa licence à l'université complutense de Madrid. Il se spécialise ensuite en droit des sociétés anonymes, à l'école des pratiques juridiques de la faculté de droit de son université, tout en étudiant la fiscalité des entreprises au centre d'études professionnelles supérieur de Madrid.
À l'issue de son cursus, il devient avocat au barreau de Guadalajara.

### Homme fort de l'UCD
Ancien membre de l'Union démocratique des étudiants (UDE), il entre en 1977 au Parti démocrate-chrétien (PDC), de Fernando Álvarez de Miranda, et est élu député de la province de Guadalajara lors des élections constituantes du 15 juin, sur les listes de l'Union du centre démocratique (UCD). Il devient alors membre de la commission des Affaires constitutionnelles et premier secrétaire de la députation permanente.
Il est réélu en 1979, étant d'abord désigné premier vice-président de la commission de la Justice, puis troisième secrétaire du Congrès des députés en 1982. Au sein de l'UCD, il en préside le comité exécutif de la province de Guadalajara, tandis qu'au niveau national, il occupe successivement les postes de secrétaire à la Jeunesse, puis secrétaire à l'Organisation du comité exécutif national.
Dans le même temps, il siège aux Cortes constituants de Castille-La Manche, et prend une part active à l'élaboration du statut d'autonomie.

### Passage chez les démocrates chrétiens
Il n'est pas réélu aux élections générales anticipées du 28 octobre 1982, et adhère l'année suivante au Parti démocrate populaire (PDP), une formation démocrate-chrétienne formée peu avant la dissolution de l'UCD. Cette même année, il est élu aux Cortes de Castille-La Manche, où il occupe le poste de porte-parole adjoint du groupe parlementaire de centre droit.
En 1985, il devient secrétaire général du PDP, avant d'être réélu député national en 1986, toujours dans la province de Guadalajara, abandonnant de fait son mandat régional. Il n'est pas réélu en 1989, année où le PDP décide de sa dissolution et ses membres passent au nouveau Parti populaire (PP), de Manuel Fraga et José María Aznar.

### Depuis 1989, avec le Parti populaire
Réélu au parlement régional de Castille-La Manche en 1991, il y devient porte-parole du groupe PP, mais il renonce après son retour au Congrès, en 1993. À la suite de la victoire du PP aux élections générales anticipées du 3 mars 1996, il est choisi par Aznar comme porte-parole du groupe parlementaire, désormais le plus important du Congrès des députés. Reconduit dans ces fonctions après les élections générales du 12 mars 2000, il est remplacé par Eduardo Zaplana à la suite du scrutin du 14 mars 2004. Trois mois plus tard, il est élu député européen, un mandat qu'il conserve en 2009, puis en 2014.
Il est désigné président de la commission d'organisation du XIXe congrès du PP le 11 juin 2018.